# Менаси-Кунаширское восстание
Менаси-Кунаширское восстание — восстание айнов 1789 года против японской власти, произошедшее на Кунашире и полуострове Сиретоко на северо-востоке Эдзо.

## Предпосылки
B 1754 году подрядчик княжества Мацумаэ Хидая Кюбэй учредил первую японскую торговую факторию (басё) на крайнем юге Кунашира, в местечке Томари (ныне Головнино).
С распространением и развитием басё, с их переходом в откупную систему (басё укэой) обострились противоречия между японскими колонизаторами и туземным населением и усилилось айнское сопротивление.
В 1774 году айнский вождь Цукиноэ (варианты имени — Цукиной, Тукиное) из Тобуи (варианты названия — Тубуи, Тофцу, ныне урочище Серноводск, расположенное на тихоокеанской стороне Серноводского перешейка Кунашира, к юго-востоку от озера Песчаного) захватил и разграбил торговое судно купеческого дома Хидая (который к тому времени возглавлял уже внук основателя, тоже Хидая Кюбэй), направленное с грузом и товарами для устройства на Кунашире басё укэой (торговые пункты) и ведения торговли.
С 1774 по 1781 год торговля между южнокурильскими айнами и японцами не велась. Предположительной причиной является появление новых торговых партнёров у айнов — русских, закрепившихся на Урупе (экспедиция Антипина—Шабалина).
Обстановка меняется в начале 1780-х, когда у русского поселения на Урупе начинаются трудности (после взлива цунами в июне 1780 года).
Только в 1782 году Цукиноэ позволил торговому дому Хидая возобновить торговлю и японцам удалось устроить и на Кунашире басё укэой, на котором откупщики незамедлительно устроили рыбный промысел с переработкой рыбы на основе дешёвого кабального труда айнов. При этом хозяевами или приказчиками этих предприятий были японцы, изгнанные из метрополии за совершение различных преступлений. Люди подобного склада ожидаемо вели себя жестоко по отношению к айнам. Так, правительство бакуфу в 1783 году направило в Эдзо для проведения дознания о волнениях среди айнов чиновника Хэгури Тосаку. Он писал в «Записях о путешествии на восток» о жестокостях переводчиков и надсмотрщиков княжества Мацумаэ.

## Ход восстания
Причиной восстания было недовольство кунаширских айнов княжеским откупщиком Хидая Кюубей, который стремился как можно быстрее погасить арендную плату в 8000 рё, уплаченную им княжеству Мацумаэ за право торговать на острове после перерыва 1774—1781 гг. Хидая Кюубей ужесточил правила торговли, грабил туземцев, насиловал их женщин, что и вызвало айнское восстание.
Восстание началось на Кунашире, в местечках Фурукумаппу, Томари, Тубуи и Мамекирой, в мае 1789 года, когда влиятельный старейшина Цукиноэ был в отъезде. Айнские повстанцы (молодёжь) напали на японские поселения и фактории, ограбили торговцев и убили 22 человека. Потом айны переправились на остров Эдзо, где в округе Менаси также убили 36 японцев, захватили и уничтожили экипаж джонки «Оцу Мару» из 13 человек. В итоге восставшими айнами было убито более 70 японцев.
1 июня 1789 года даймэ Мацумаэ получил донесение о восстании и вскоре отправил отряд для подавления мятежа под командованием Араити Магосабуро. В его состав вошли 260 воинов вместе с врачом и переводчиком. В качестве проводников японцы взяли 44 айна со всех районов Хоккайдо, по которым проходил путь отряда.
В начале июня японский отряд достиг Моккамаппу. Повстанцы (200 чел.), собравшиеся в Носяппу, готовились к отражению, но несколько айнских старейшин, в том числе кунаширский старейшина Цукиной, убедили повстанцев сложить оружие.
Причины восстания не вполне известны, но оно, как полагают, связано с подозрением со стороны айнов в отравлении японцами сакэ, которую те дали им во время проведения церемонии лояльности, и прочие аспекты неуважительного поведения со стороны японских торговцев. Ввиду уважительных, по мнению айнов, причин для восстания, айны принялись ждать справедливого разбирательства от представителей японского начальства. Японцы, добившись таким образом от них покорности, казнили 37 айнов, определённых как заговорщиков восстания, и арестовали многих других.
Вот как описывает это событие в своем дневнике начальник отряда Араита Магосабуро: «Было вызвано на оглашение 5 мятежников и убийц, зачитан приговор и им отрубили голову. Когда выводили шестого убийцу, из стен тюрьмы раздался шум и крики. Айны кричали „Пеунтанке!!“ и ломали дверь узилища. Мы испугались того, что оставшиеся айны сломают дверь и вырвутся на свободу, зарядили свои ружья и луки и открыли огонь через окна тюрьмы по находящимся внутри преступникам. После этого мои воины ворвались внутрь и зарубили оставшихся в живых. Затем сразу была выставлена охрана вокруг лагеря, убитых вынесли на сопку и захоронили вместе».
По осуществлении вышеописанной казни отряд японцев 27 июля вышел из селения айнов и двинулся в обратный путь, при этом было схвачено ещё 39 айнов, обвиняемых в убийстве японцев. По возвращении в Мацумаэ они тоже были казнены.
Из-за восстания подрядчик Хидая Кюубей был лишен права управлять островом Кунашир, которое было передано богатому мацумайскому купцу по имени Мурояма Денбей.

## Оценки
Японский историк-русист Вада Харуки высказывает мнение, что за Менаси-Кунаширским восстанием стояли интересы русской торговли, и что его необходимо рассматривать в рамках российско-японского противостояния на Южных Курилах.